# Lake Shore (Utah)
Lake Shore és una concentració de població designada pel cens dels Estats Units a l'estat de Utah. Segons el cens del 2000 tenia 755 habitants.

## Demografia
Segons el cens del 2000, Lake Shore tenia 755 habitants, 201 habitatges, i 177 famílies. La densitat de població era de 26,2 habitants per km².
Dels 201 habitatges en un 50,2% hi vivien nens de menys de 18 anys, en un 81,6% hi vivien parelles casades, en un 3% dones solteres, i en un 11,9% no eren unitats familiars. En el 10% dels habitatges hi vivien persones soles el 7,5% de les quals corresponia a persones de 65 anys o més que vivien soles. El nombre mitjà de persones vivint en cada habitatge era de 3,76 i el nombre mitjà de persones que vivien en cada família era de 4,04.
Per edats la població es repartia de la següent manera: un 36% tenia menys de 18 anys, un 14,4% entre 18 i 24, un 23,3% entre 25 i 44, un 17% de 45 a 60 i un 9,3% 65 anys o més.
L'edat mediana era de 25 anys. Per cada 100 dones de 18 o més anys hi havia 105,5 homes.
La renda mediana per habitatge era de 57.212 $ i la renda mediana per família de 57.212 $. Els homes tenien una renda mediana de 35.714 $ mentre que les dones 16.429 $. La renda per capita de la població era de 22.329 $. Entorn del 2,3% de les famílies i el 4,3% de la població estaven per davall del llindar de pobresa.

## Poblacions més properes
El següent diagrama mostra les poblacions més properes.